# Cathair Crobh Dearg
Cathair Crobh Dearg (auch Cahercrovdarrig; The City oder City of Shrone genannt) ist ein Steinfort oder Dun bei Gortnagane im County Kerry in Irland. Es gilt als einer der ältesten christlichen Wallfahrtsorte in Irland und war zuvor ein wichtiger heidnischer Fruchtbarkeitsort. Es liegt im Osten von Kerry an der Grenze zum County Cork, in der Nähe der Paps of Anu.
Die Mauern des Cathair Crobh Dearg sind stellenweise mehr noch als 4,0 m dick und mehr als 1,5 m hoch. Teile der Mauer im Süden sind zerstört. Die nahezu kreisrunde Mauer wurde wahrscheinlich in der letzten Zeit wieder aufgebaut. 1841 beschrieb John O’Donovan die Reste im Dun, darunter die beiden Steine einer Megalithanlage als Cromlech, Dolmen oder Portal Tomb. Das Dun weist, innerhalb der 50 m Durchmesser messenden Ringmauer außerdem einen Oghamstein, einen Steinaltar, eine heilige Quelle und eine moderne Statue der Jungfrau Maria auf. Von besonderem Interesse für die Pilger, die den Ort jährlich zu Beltane besuchen ist die heilige Quelle, ein Symbol für die Kontinuität der heiligen Stätten Irlands.
Cathair Crobh Dearg gilt als letzte Bastion des irischen Heidentums gegen das vorrückende Christentum.